# Lodin Lepp
Loðinn leppur (em norueguês:  Loden Lepp m. 1288) foi um membro do hird real e diplomata da coroa da Noruega. Em 1280 acompanhou a Jón Einarsson a Islândia para apresentar o novo códice de leis Jónsbók que Magnus VI da Noruega tinha solicitado, mas como o monarca tinha morrido nesse mesmo ano esteve representando os interesses de seu filho Eirík. Os islandeses tiveram a oportunidade de estudar as novas leis mas expressaram muitos reparos pela dureza dos castigos e sobretudo o absolutismo que mostrava a figura real. Naquele tempo a autoridade da igreja e do bispo Árni Þorláksson era muito débil e os líderes islandeses decidiram não aprovar o códice no Althing em 1281 até que fosse modificado. Loden Lepp reagiu com virulência, expressando uma postura afim aos desejos da coroa, manifestando que o Althing não tinha jurisdição sobre a vontade do rei e exigindo a aprovação da Jónsbók em sua totalidade mas lhes concedia, não obstante, a oportunidade de contribuir com suas opiniões e solicitando mudanças previamente. O bispo Árni e os nobres islandeses negaram-se e manifestaram que não podiam aceitar esse tipo de trato «sem perder a liberdade do país [Islândia]».
Posteriormente Loden Lepp mudou a tática tentando romper a solidariedade da comunidade islandesa, criticando entre outras coisas o dízimo com que contribuíam os bóndi e acusando à igreja de usura, com o consequente protesto do bispado. Ao final chegou-se a um compromisso a exceção de alguns capítulos que se requeria a intervenção do rei e do arcebispo de Nidaros para sua modificação. Não se sabe na verdade quantas tentativas de mudança teve, mas se conhecem compensações outorgadas aos islandeses em décadas posteriores. 
Loden Lepp foi um importante diplomata e viajou por toda Europa representando à corte de Haakon IV e seu filho Magnus VI. Acompanhou Cristina da Noruega à Castela depois de marcar com seu pai Haakon o casamento com o infante Felipe de Castela em 1258 para, posteriormente, ser enviado real na Tunísia e Egito, sendo um embaixador muito popular.
Na Islândia já estava doente e morreu poucos anos depois, em 1288. Atualmente, com frequência recorre-se a sua figura quando se fala de estrangeiros que interferem nos problemas locais de Islândia de forma prepotente ou quando se tenta lhes obrigar a aceitar algo desfavorável.